# Línguas nadahup
As línguas nadahup ou macu-orientais são uma subdivisão da família macu. Nadahup é um acrónimo das línguas constituintes, que se falam no noroeste do Brasil e suleste da Colômbia.

## Línguas
Jorge Pozzobon e Martin Valtiers encontraram que as porcentagens de possíveis cognatos entre as línguas macu orientais são notoriamente maiores que os registrados entre qualquer delas e as outras línguas macu.
Patience Epps probou a existencia de um microfilo lingüístico Nadahup, que consta das línguas hupda, yuhup, dâw e nadëb. Esta última seria a língua que se apartou primeiro das outras três, em quanto hupda e yuhup registram 90% de cognatos. As relações entre estas línguas se podem representar assim:

|  | Dâw                                           |
|  |                                               |
|  | \| \| Hup \| \| \| \| \| \| Yuhup \| \| \| \| |
|  |                                               |
|  | Hup                                           |
|  |                                               |
|  | Yuhup                                         |
|  |                                               |

|  | Hup   |
|  |       |
|  | Yuhup |
|  |       |

|  | Dâw                                           |
|  |                                               |
|  | \| \| Hup \| \| \| \| \| \| Yuhup \| \| \| \| |
|  |                                               |
|  | Hup                                           |
|  |                                               |
|  | Yuhup                                         |
|  |                                               |

|  | Hup   |
|  |       |
|  | Yuhup |
|  |       |

## Relações com outras línguas
Paul Rivet e outros pesquisadores propuseram na década de 1920 de que haveria relações entre as línguas macu e a língua puinave do leste da Colômbia, formulando a hipótese da família linguística Puinave-Macu.
Epps e Bolaños acham que até agora não há nenhuma relação genética comprovada das línguas Nadahup com outras nem em particular com as demais línguas macu, Valter e Silvia Martins têm afirmado que a família macu está integrada além das línguas Nadahup pelo grupo Nükak-Kãkwã. Marcelo Jolkesky também inclui a língua puinave na sua classificação:
Puinave-Nadahup
- Nadahup
  - Nadëb
    - Nadëb do Rio Negro (Kuyawi)
    - Nadëb do Roçado

  - Hup-Dâw
    - Dâw
    - Hup
      - Hupda
      - Yuhup
- Puinave-Kak
  - Puinave (Wãnsöhöt)
  - Kak
    - Kaká
    - Nukak

Marie Claude Mattéi Muller, Howard Reid e Paul Henley apresentaram em 1992 evidências segundo as quais a família macu incluiria também a língua hodi do sul da Venezuela.
Joseph Greenberg (1987) agrupou as línguas Puinave-Macu, junto com a família tucano, a ticuna e mais línguas em um tronco Macro-Tucano, mas a maioria dos experts não aceitam essa proposta. Porem, dâw e hupda, especialmente hupda, mostram várias evidências da influência das línguas tucano.